# Andrew Walker
Andrew W. Walker (ur. 9 czerwca 1979 w Montrealu w prowincji Quebec) – kanadyjski aktor telewizyjny i filmowy.

## Życiorys
Urodził się i dorastał w Montrealu, gdzie ukończył Vanier College i odnosił sukcesy jako piłkarz drużyny West Island klubu Boston College. Grał także w drużynie koszykarskiej Hollywood Knights Celebrity.
Po gościnnym występie w serialach: Syreny (Sirens, 1994) i V.I.P. (1998), zdobył popularność w serialu ABC Sabrina, nastoletnia czarownica (Sabrina, the Teenage Witch, 2002−2003) jako Cole.
Za rolę w filmie Glany (Steel Toes) odebrał w roku 2006 nagrodę im. Phillipa Borsosa na Whistler Film Festival. W 2008 roku wystąpił w głównej roli w filmie Fast Track – bez granic (Fast Track: No Limits).

## Filmografia

### Filmy kinowe
- 1989: Turner i Hooch (Turner and Hooch) jako policjant
- 1997: Laserhawk jako Bruce
- 2001: Rozgrywka (The Score) jako Jeff
- 2001: Tajny pakt (The Secret Pact) jako Wills
- 2001: Heart: The Marilyn Bell Story jako Jerry Kerschner
- 2006: Glany (Steel Toes) jako Mike
- 2006: The Beach Party at the Threshold of Hell jako Franklin
- 2008: Fast Track – bez granic (Fast Track: No Limits) jako Mike Cassidy

### Filmy TV
- 1998: Halifax f.p: Afraid of the Dark jako Body #4
- 2002: Chore myśli (Wicked Minds) jako Holden Price
- 2005: Oszustwa i kłamstwa (Lies and Deception) jako Eddie Fate
- 2006: 10.5: Apokalipsa (10.5: Apocalypse) jako Sierżant Corbel
- 2009: W matni
- 2012: Gdzie jest pani Mikołajowa? jako Myles

### Seriale TV
- 1994: Syreny (Sirens) jako Bobby Corbin
- 1995: Gotowy albo nie (Ready or Not) jako Doug
- 1996: Nowojorscy gliniarze (NYPD Blue) jako dr Zisk
- 1996: Czy boisz się ciemności? (Are You Afraid of the Dark?) jako Eric
- 1997-99: Vice-versa/Studenckie ciała (Student Bodies) jako JJ
- 1998: V.I.P. jako Derskin
- 1999: Radio Active jako Blaire Resnickie
- 1999: Czy boisz się ciemności? (Are You Afraid of the Dark?) jako Bucky
- 1999: Powrót do Sherwood (Back to Sherwood) jako William de Gisborne
- 2000: Radio Active jako Blaire Resnickie
- 2001–2002: Odlotowa małolata (Maybe It's Me) jako Rick Stage
- 2002−2003: Sabrina, nastoletnia czarownica (Sabrina, the Teenage Witch) jako Cole
- 2005: Specjalistki (Hot Properties) jako Scott
- 2005: Ryzykanci (Eyes) jako przewodniczący ławy przysięgłych
- 2006: Cuts jako Jeremy
- 2008: CSI: Kryminalne zagadki Miami (CSI: Miami) jako Steve Howell
- 2008: CSI: Kryminalne zagadki Nowego Jorku (CSI: NY) jako Greg Pullman
- 2008: Ostry dyżur (ER) jako Jack